# Etrumeus
Etrumeus is een geslacht van straalvinnige vissen uit de familie van haringen (Clupeidae). Het geslacht is voor het eerst wetenschappelijk beschreven in 1853 door Bleeker.

## Soorten
- Etrumeus micropus (Temminck & Schlegel, 1846)
- Etrumeus whiteheadi Wongratana, 1983
- Etrumeus teres (DeKay, 1842) (Ronde haring)
- Etrumeus makiawa Randall & DiBattista, 2012